# Aesopus sanctus
Aesopus sanctus är en snäckart som beskrevs av Dall 1919. Aesopus sanctus ingår i släktet Aesopus och familjen Columbellidae. Inga underarter finns listade i Catalogue of Life.